# Bernd Freier
Bernd Otto Richard Freier (* 17. September 1946 in Würzburg) ist ein deutscher Unternehmer und Gründer von s.Oliver.

## Leben
Bernd Freier wuchs mit fünf Geschwistern, seinen Eltern und Großeltern in der Nachkriegszeit in beengten Verhältnissen in Würzburg auf. Der Vater kam krank aus dem Zweiten Weltkrieg zurück und verstarb früh. Mit sechs Jahren trug Freier durch Zeitungaustragen zum Familieneinkommen bei. Er lernte Karosseriebauer und ging 1963 nach Berlin, wo er als Aushilfe in der Boutique Norbert auf dem Kurfürstendamm arbeitete. Für den Wehrdienst kehrte er nach Würzburg zurück.
1969 eröffnete er in Würzburg eine erste Modeboutique namens Sir Oliver, die unter anderem Anzüge von Hugo Boss verkaufte. 1974 reiste Freier nach Indien, wo er mehrere tausend Madraskaro-Hemden bestellte, die er unter anderem an Breuninger und Wöhrl weiterverkaufte. Mit diesem Trendartikel, den er in den folgenden Jahren in großen Mengen importiere, stieg er in den Großhandel ein. Freier baute das Unternehmen aus, vergab Lizenzen und ergänzte es um mehrere neue Marken, darunter Comma. 1997 beschloss Freier, Hauptsponsor von Borussia Dortmund zu werden, was die Bekanntheit der Marke s.Oliver bald um 80 Prozent steigerte. Von 2010 bis 2022 war Freier mit s.Oliver zudem Namenssponsor des Basketballteams s.Oliver Würzburg.  
Ab 2006 plante Freier, sich aus seinem Unternehmen zurückzuziehen. 2014 holte er Reiner Pichler als Geschäftsführer und übernahm selbst den Vorsitz des neugegründeten Beirats. Nach dem Weggang des Geschäftsführers Gernot Lenz kehrte er 2018 ins Unternehmen zurück. Im November 2019 gab Freier die Geschäftsführung an Claus-Dietrich Lahrs ab, auch den Beirat des Unternehmens verließ er. Ende 2022 kam es zum Streit zwischen Freier und Lahrs, nach dessen Weggang wurde Freier erneut operativ tätig. Auch mit dem nächsten Geschäftsführer Jürgen Otto war Freier, weiterhin Hauptgesellschafter des Unternehmens, nicht zufrieden, so dass dieser s.Oliver im März 2024 verließ. Abermals übernahm Freier den Vorsitz der Geschäftsführung.

### Privates
Bernd Freier hat drei Töchter und einen Sohn, seit 2012 ist jedes der Kinder mit zehn Prozent am Konzern beteiligt. Seine Kinder Kathrin und Christian saßen temporär auch im Beirat. Die drei Schwestern gründeten 2016 das gemeinsame Athleisure-Modelabel KCA-Lab.

## Vermögen
Bernd Freier ist einer der reichsten Deutschen. Auf der Forbes-Liste 2015 wurde sein Vermögen mit ca. 2,4 Milliarden US-Dollar angegeben. Damit belegte er 2014 Platz 687 auf der Forbes-Liste weltweit und Platz 54 in Deutschland; 2022 schätzte Forbes sein Vermögen auf 1,1 Mrd. US-Dollar.